# Сортировочная-Московская улица
Сортиро́вочная-Моско́вская улица — улица в Невском районе Санкт-Петербурга. Проходит между путями Московской линии Октябрьской железной дороги, пересекая Южное шоссе.

## История
Название Сортировочная-Московская улица возникло в 1950-е годы, дано по железнодорожной станции Московская-Сортировочная.

## Объекты
- Вагонное ремонтное депо Санкт-Петербург-Сортировочный Московский (ВЧДР-5)
- Локомотивное ремонтное депо ТЧ-7 Санкт-Петербург-Сортировочный-Московский
- памятник «Паровоз»
- Штаб ГО и МЧС Октябрьской железной дороги (дом 14)
- контора станции Санкт-Петербург-Сортировочный-Московский
- Дом отдыха локомотивных бригад (дом 34)
- Санкт-Петербург-Московская дистанция электроснабжения (ЭЧ-3) АБК
- Санкт-Петербургский отряд филиала ФГУП «Ведомственная охрана Росжелдора на Октябрьской железной дороги» сортировочного комплекса «Санкт-Петербург-Сортировочный-Московский»